# Kom följ med i vår karusell
Kom följ med i vår karusell ("Vieni ed unisciti al nostro carosello") è un album per bambini pubblicato all'inizio del 1987, inciso dalla cantante svedese Agnetha Fältskog, ex membro degli ABBA, e dal figlio Christian Ulvaeus, che all'epoca aveva nove anni.
L'album fu co-prodotto dalla cantante e da Michael B. Tretow, ingegnere del suono degli ABBA. I brani dall'album pubblicati come singoli furono På söndag ("Di domenica") e Mitt namn är Blom ("Il mio nome è Blom"). L'album fu ripubblicato nel 2003 con il titolo di Guldkorn ("Pepite d'oro") ed è disponibile nella sola Svezia.
L'album ha ottenuto una candidatura all'edizione del 1988 dei Grammis svedesi, nella categoria Barn ("Per bambini").

## Tracce
1. Karusellvisan (La canzone del carosello) – 3:59 (Stig Olin)
2. Våra Valpar (I nostri cuccioli) – 2:53 (Gullan Bornemark)
3. Mitt Namn är Blom (Il mio nome è Blom) – 1:43 (Michael Tretow)
4. Vattenvisan (La canzone dell'acqua) – 2:18 (testo: Lennart Hellsing – musica: Lille-Bror Söderlundh)
5. Maskeradbalen (Ballo in costume) – 2:01 (testo: L. Hellsing – musica: H.Å.Gäfert)
6. Pelle Jöns – 1:11 (testo: Britt G. Hallquist – musica: Lars Boldmann)
7. Tre Vita Råttor (Tre topi bianchi) – 2:46 (testo: L. Hellsing – musica: H.Å.Gäfert)
8. Önskevisa (La canzone dei desideri) – 2:14 (testo: L. Hellsing – musica: Rutger Gunnarson)
9. På Söndag (Di domenica) – 2:32 (S. Olin)
10. Smurferifabriken (La fabbrica dei Puffi, titolo originale: Rallarpolka från västermanland) – 1:46 (testo: Claes Vogel – musica: Nils Fläcke)
11. Min Ponny (Il mio pony) – 2:38 (G. Bornemark)
12. Nicko Ticko Tinn – 1:40 (testo: L. Hellsing – musica: Knut Brodin)
13. Jag Vill Va' som Dum (Voglio essere come te, cover di I Wan'na Be Like You (The Monkey Song)) – 3:50 (testo: Martin Söderhjelm – musica: Robert B. Sherman, Richard M. Sherman)
14. Jag är Kung (Sono re) – 2:13 (G. Bornemark)
15. Alla Färger (Tutti i colori) – 2:15 (testo: A. M. Engström – musica: R. Gunnarson)
16. Liten Och Trött (Piccolo e stanco) – 1:57 (K.Aneby, M.Forsberg)